# ソルベイ法
ソルベイ法 （英: Solvay process）とは、ガラスの原料である炭酸ナトリウム（Na2CO3）の工業的製法。電気分解が必要ないため、低コストで生産できる方法である。副材料のアンモニアと二酸化炭素を回収し再利用できるといった特徴も持っている。1861年にベルギーの化学者エルネスト・ソルベイが考案したことがソルベイ法の名称の由来であり、1867年に実用化された。原料としてアンモニアを用いることから、アンモニアソーダ法とも呼ばれる。電離しにくい二酸化炭素をアンモニア水で電離させるのがこの方法の主要な部分である。

## 化学的作用

ソルベイ法のフローシート

原料として石灰石（炭酸カルシウム）・アンモニア・食塩（塩化ナトリウム）・水を用いる。工程としては、食塩水をアンモニア塩基性条件下で二酸化炭素と反応させて炭酸水素ナトリウムとし（炭酸化）、それを煆焼することで炭酸ナトリウムを得る本工程と、反応に必要な二酸化炭素を得るために石灰石をコークスと共に焼成する工程および、それぞれの工程で副生した塩化アンモニウムと水酸化カルシウムと反応させてアンモニアとして回収するアンモニア蒸留工程の3工程よりなる。
まず石灰石をコークスとともに石灰炉で1000℃に加熱して二酸化炭素を発生させる。この方法は大量の二酸化炭素が必要な時に用いられる。
{\displaystyle {\ce {CaCO3->CaO\ +CO2\uparrow }}}
{\displaystyle {\ce {C\ +O2->CO2\uparrow }}}
次に食塩を水に飽和させ、そこへアンモニアを十分に溶かした後に二酸化炭素を通じると、溶解度の低い炭酸水素ナトリウムが沈殿する。ここで発生した塩化アンモニウムは後述のアンモニア蒸留工程に回され、水酸化カルシウムと反応させてアンモニアとして再回収される。
{\displaystyle {\ce {NaCl\ +H2O\ +NH3\ +CO2->NH4Cl\ +NaHCO3\downarrow }}}
沈殿した炭酸水素ナトリウムを取り出し、熱分解して炭酸ナトリウムを得る。ここで発生した二酸化炭素は回収して先ほどの工程に戻すので、一部が再利用される。
{\displaystyle {\ce {2NaHCO3->Na2CO3\ +H2O\ +CO2\uparrow }}}
最初に生成された生石灰は水と反応させ、消石灰とする。
{\displaystyle {\ce {CaO\ + H2O -> Ca(OH)2}}}
消石灰と塩化アンモニウムを反応させるとアンモニアが回収され、2段目の工程に再利用できる。すなわち理論上、アンモニアは全て回収され消耗しない。
{\displaystyle {\ce {Ca(OH)2\ +2NH4Cl->CaCl2\ +2H2O\ +2NH3\uparrow }}}
上記の反応を行わず、得た塩化アンモニウムを肥料として利用することもある。ただしこの場合アンモニアは回収されず、商品に含まれて出荷される。また塩化カルシウムは中性の乾燥剤・除湿剤としても使われる。
この反応を一つにまとめると
{\displaystyle {\ce {2NaCl\ + CaCO3 -> CaCl2\ + Na2CO3}}}
となる。 この反応は直接には起こらない（炭酸カルシウムは難溶であり沈殿するから、逆反応が極めて起こりやすい）。直接には起こらない反応をいくつかの段階を経て実現したのが、ソルベイ法の最大の特徴である。この工程から発生する主な廃棄物は塩化アンモニウムをアンモニアとして回収する際に生じる塩化カルシウムの溶液のみであり、このような廃棄物が少ない点もソルベイ法の特徴の一つである。ナトリウムベースでの工業的な収率はおよそ70%であり、これは中間生成物の炭酸水素ナトリウムの一部が水に溶解してしまうためである。

## 工業的歴史
ソルベイ法が実用化される以前に利用されていた炭酸ナトリウムの工業的生産法としてはルブラン法があった。しかし、ソルベイ法はルブラン法に比べて得られる生成物の純度が高く、廃棄物が少なく低コストに抑えられるなど商業的に優れていたため、ソルベイ法による炭酸ナトリウムの製造工場が1872年にイギリスに建設されて以降急速にソルベイ法が世界中に広まりルブラン法に代わって主流となった。
1938年にトロナの大規模な天然鉱床がアメリカ合衆国で発見され、炭酸ナトリウムを安価に得ることができる現在では、ソルベイ法はかなり衰退した。また塩化ビニルなどの原料として多量の塩素が必要とされる現代では、食塩水の電気分解により生じる水酸化ナトリウムが余剰になるため、水酸化ナトリウムの二酸化炭素による中和で製造される炭酸ナトリウムの量も無視できないほど多く、これもソルベイ法の衰退の原因の一つである。